# William Heveningham
William Heveningham (1604-1678) est un homme politique anglais qui siège à la Chambre des communes de 1640 à 1653. Il soutient la cause parlementaire dans la guerre civile anglaise et est l'un des régicides de Charles Ier d'Angleterre .

## Carrière politique
Fils de Sir John Heveningham, il est haut shérif de Norfolk en 1633. En avril 1640, il est élu député de Stockbridge dans le Court Parlement. Il est réélu député de Stockbridge pour le Long Parlement en novembre 1640 et siège jusqu'en 1653 au Parlement croupion. Il siège au comité de l'Association de l'Est en 1646.
Membre du tribunal de grande instance, il refuse de signer l'arrêt de mort de Charles Ier en 1649. Il est membre du conseil d'État en 1649 et est nommé vice-amiral de la côte pour le Suffolk en 1651.
Lors de la restauration, la vie de Heveningham est sauvée grâce aux efforts des relations de sa femme en 1661. Il est emprisonné à Windsor en 1664 .

## Famille
Heveningham épouse Katherine Walop, morte en 1648, fille de Sir Henry Wallop. Ils ont trois enfants :
- Elizabeth Heveningham, n. 1639 à Heveningham, Suffolk, Angleterre
- John Heveningham, n. 1641 à Heveningham, Suffolk, Angleterre
- Bridget Heveningham, n. 1642 à Heveningham, Suffolk, Angleterre

En 1655, Heveningham épouse Mary Carey, 1631-1696, fille de John Carey (2e comte de Douvres). Ils ont deux enfants :
- William Heveningham, d. 1675, épouse Barbara Villiers, fille de George Villiers, 4e vicomte Grandison
- Abigail Heveningham, 1660–1686, épouse Sir John Newton, 3e baronnet de Barrs Court. Ils sont les grands-parents maternels de Thomas Coke, 1er comte de Leicester de Holkham Hall